# Пронин, Александр Владимирович
Александр Владимирович Пронин (род. 10 мая 1955 года в городе Москве, РСФСР, СССР) — российский политический деятель, начальник административно-хозяйственного отдела аппарата ЛДПР, депутат Государственной Думы ФС РФ первого созыва (1993—1995).

## Биография
В 1981 году получил среднее техническое образование по специальности «техник» в Тбилисском строительном техникуме. С 1975 по 1990 год работал рабочим, начальником строительного участка на стройках СССР. С 1990 по 1991 работал в Москве директором малого предприятия «Вертикаль». В 1991 году вступил в ЛДПР. С 1991 по 1994 год был сотрудником, начальником административно-хозяйственного отдела аппарата ЛДПР.
В 1993 году был избран депутатом Государственной думы Федерального Собрания Российской Федерации первого созыва по спискам ЛДПР. В Государственной думе был членом комитета по организации работы Государственной Думы, до 1994 года входил во фракцию ЛДПР, после выхода из фракции не входил в депутатские объединения.
С 1995 по 2003 год — член национального комитета движения «Держава», член координационного совета Народно-Патриотического союза России, председатель Центрального комитета Российской политической партии «Союз».